# عرين الدودة البيضاء
عرين الدودة البيضاء (بالإنجليزية: The Lair of the White Worm) (معروفة أيضا باسم حديقة الشر) هي رواية رعب بقلم المؤلف الأيرلندي برام ستوكر. وهي مقتبسة جزئيا من أسطورة دودة لامبتون. وقد نشر الكتاب في عام 1911 من قبل دار رايدر أن سون في المملكة المتحدة،  قبل سنة من وفاة ستوكر، مع الرسوم التوضيحية الملونة بريشة باميلا كولمان سميث. أعيد نشر الرواية في عام 1925، وأعيدت كتابتها بشكل مختصر. وتمت إزالة أكثر من مائة صفحة، وأعيد وضع الكتاب في ثمانية وعشرين فصلا فقط بدلا من الأربعين الأصلية. وتم اختصار الفصول الأحد عشر الأخيرة لتصل إلى خمسة فقط، مما دفع بعض النقاد للشكوى من أن النهاية كان فجائية وغير متناسقة. وفي عام 1988، تم اقتباسها إلى فيلم من إخراج كين راسل.